# Cour d'appel de Bordeaux
La cour d’appel de Bordeaux est une juridiction judiciaire française, dont le rôle est de rejuger en appel les jugements des juridictions de première instance de son ressort.
Elle est répartie en différentes « chambres », chacune avec une spécialité différente. Elle traite des affaires du tribunal de police, correctionnel, de commerce, du conseil des prud’hommes et du tribunal paritaire des baux ruraux. Les personnes qui composent la Cour d’appel sont des magistrats professionnels. Ces magistrats sont dits « du siège » ou « du parquet » (les juges et les procureurs). La cour est dirigée par une Première Présidence et un procureur général dirige le parquet.
Elle est localisée Place de la République de Bordeaux au sein du Palais Thiac. Elle est accessible par le tramway A et les lignes 1, 4, 12, 15, 16 et 24 en bus ; un parc de stationnement se trouve sous la Place de la République pour y accéder en voiture.

## Histoire de la justice bordelaise
L'îlot judiciaire de Bordeaux a connu de nombreuses évolutions architecturales. Cela commence par la création de la forteresse du Hâ par Charles VII, un lieu de sentence royale, afin de marquer son pouvoir dans Bordeaux qui devient une place stratégique entre les royaumes de France et d'Angleterre.
Après la suppression du Parlement de Bordeaux durant la Révolution, le premier palais de justice s’installe dans l'ancien collège de Guyenne. Puis, en 1830, Joseph-Adolphe Thiac, l'architecte du département, est chargé de construire un nouveau palais rassemblant les juridictions civiles et criminelles.
À l'emplacement du Fort du Hâ, l'architecte réalise un projet d'îlot judiciaire comprenant une prison moderne et un palais de justice. Les travaux se déroulant de 1839 à 1846, entraînent la destruction du Fort du Hâ, à l'exception de deux tours qui sont à présent intégrées à l'École nationale de la magistrature.
La construction du palais du justice a coûté deux millions de francs, soit le double de la somme prévue. L'édifice est surnommé Palais Thiac, pour sa qualité architecturale et la richesse de sa décoration. Les exécutions bordelaises se situent dans la cour du Fort de Hâ à partir de 1918. Durant la seconde guerre mondiale et sous l'occupation allemande, le fort devient une prison politique. Jusqu'en 1967, la tour garde son rôle pénitentiaire. Le chantier de l'École Nationale de la Magistrature débute en 1971 et l'école est inaugurée le 12 décembre 1972.
En 1998, un second palais de justice est construit à côté afin d'accueillir le tribunal judiciaire (anciennement tribunal de grande instance). Le Palais Thiac conserve alors la cour d'appel, la cour d'assises et le conseil des prud'hommes.

## Organisation territoriale de la cour d’appel
Le ressort de la Cour d’appel de Bordeaux rassemble 5 tribunaux judiciaires, 5 tribunaux de commerce, 5 conseils des Prud’hommes (dans les villes d’Angoulême, Bergerac, Bordeaux, Libourne et Périgueux) et 3 tribunaux de proximité (Arcachon, Cognac et Sarlat-la-Canéda). Les villes sont organisées en arrondissements judiciaires, où l’on retrouve tous les différents tribunaux.

## Organisation interne de la cour
La cour d’appel de Bordeaux est dirigée par la Première Présidente Isabelle Gorce. Elle est chargée de l’administration de la cour et des juridictions du ressort et tient les Audiences solennelles de la cour d’appel. Sa juridiction traite des affaires de visites domiciliaires, de référés, des contestations d’honoraires, des réparations à raison de la détention provisoire, du mandat d’arrêt européen et des référés sur la détention.
Le reste de la cour d’appel est organisé en 3 grands pôles.
Le pôle 1, divisé en deux, concerne le civil, le commercial et le familial. La première partie rassemble la 1re chambre civile, la 2e chambre civile et la 4e chambre commerciale. La deuxième partie, le pôle de la famille, rassemble la 3e chambre de la famille, la section des tutelles majeurs et mineurs et la chambre des mineurs formations civiles et pénales.
Le pôle 2 concerne le social et la protection sociale. On y trouve la 5e chambre sociale section A et la 5e chambre sociale section B.
Le pôle 3 concerne le pénal. Il rassemble la 6e chambre des appels correctionnels, la chambre de l’instruction (CHINS), le jugement des contraventions, la chambre de l’application des peines, les cours d’assises de la Gironde, Charente et Dordogne et la juridiction régionale de la rétention de sûreté.
Enfin, la cour d’appel traite également d’affaires comme les hospitalisations sans consentement, les contentieux des étrangers, les recours contre les décisions des Bureaux d’Aides Juridictionnelles, le BAJ section cour d’appel, la chambre des expropriations, le CIVI (indemnisations des victimes d’agression), les déférés et le FIVA (fonds d’indemnisation des victimes de l’amiante).

## Magistrats

### Premiers présidents

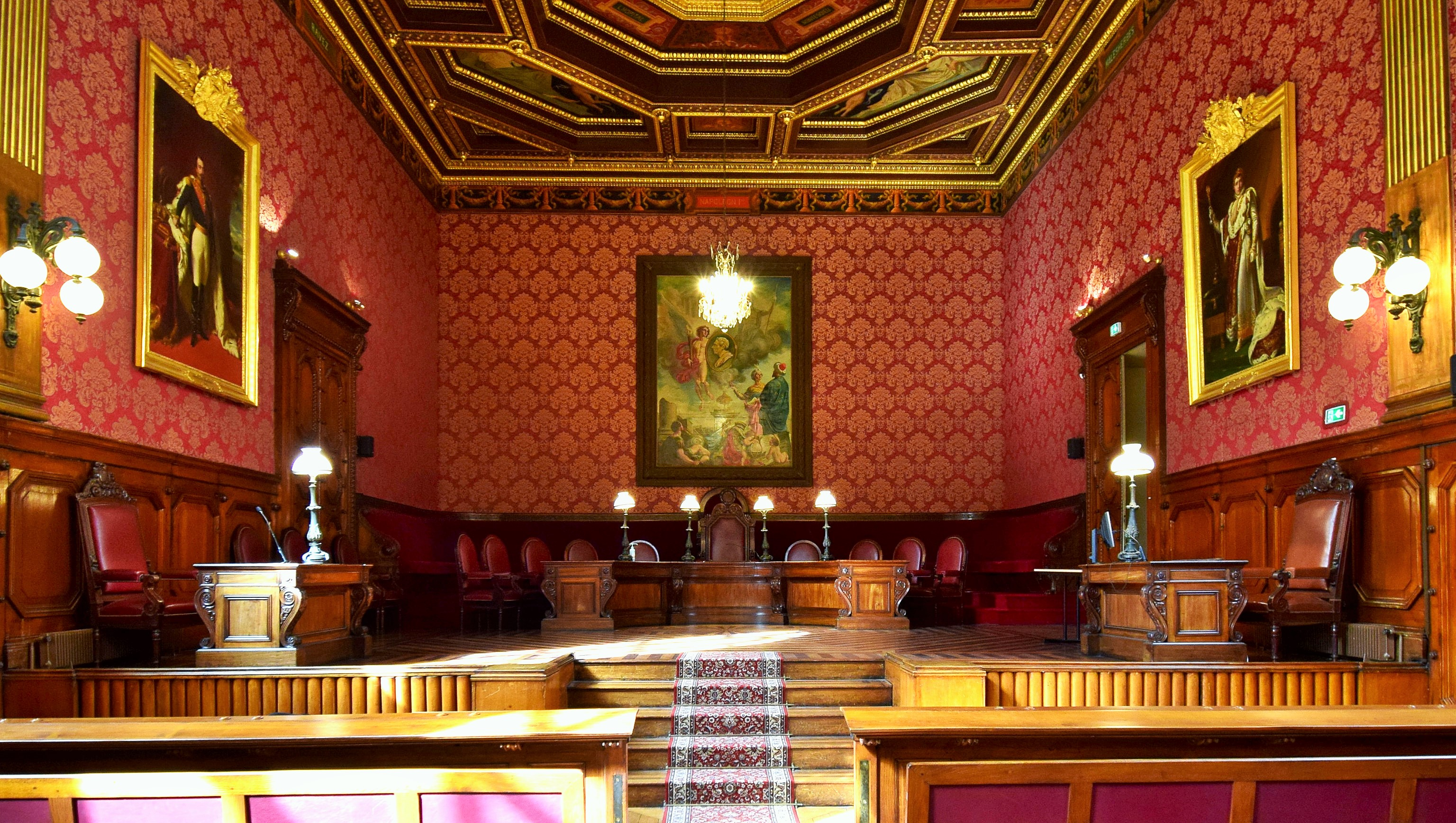
Salle d'audience de la première chambre.

- Nicolas Antoine Brezets (1811-1816)
- Jean-François Marbotin de Conteneuil (1816-1824)
- Auguste Ravez (1824-1830)
- Charles Boullet (1830-1847)
- Jean-Baptiste de la Seiglière (1847-1861)
- Charles Raoul-Duval (1861-1873)
- Émile Izoard (1873-1883)
- Louis Deleurrou (1883-1899)
- Jean-Joseph-Prudence Dubuc (1899-1900)
- David Birot-Brevilh (1900-1911)
- Denis Quercy (1911-1916)
- Germain Cumenge (1917-1926)
- Henri Gisbert (1926-1931)
- Paul Dosmann (1931-1935)
- Eugène Picattier (1935-1938)
- Raphaël Courrègelongue (1938-1944)
- Paul Duroussy (1944-1963)
- Jean Buffelan (1963-1971)
- Raoul Dragon (1971-1979)
- André Robert (1979-1988)
- Michel Vigneron (1988-2002)
- François Braud (2002-2007)
- Bertrand Louvel (2007-2009)
- Chantal Bussière (2009-2014)
- Dominique Ferrière (2014-2017)
- Gracieuse Lacoste (2018-2020)
- Isabelle Gorce (2020-)

### Procureurs généraux

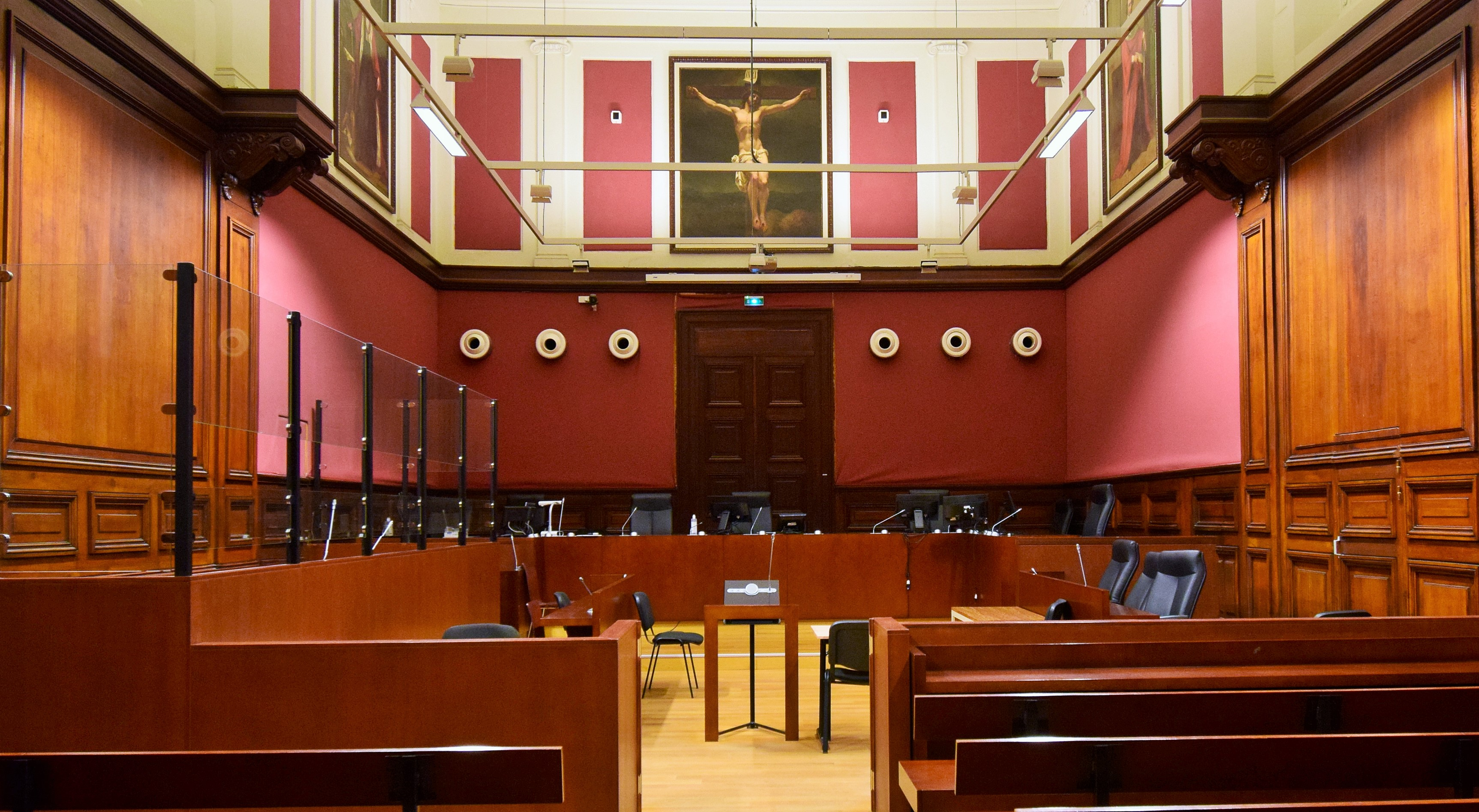
Salle d'audience en matière pénale.

- Claude Jorda (1985[1]-1992[2])
- Marc Moinard (1998[3] - 2005)
- Gilbert Azibert (2005[4] - 2008[5])
- André Ride (2012[6] - 2016)
- Catherine Pignon (2016[7]-2018)
- Vincent Lesclous (2019[8] - 2021[9]
- Pierre-Yves Couilleau (2021[10],[11])